# Pelourinho de Fornotelheiro

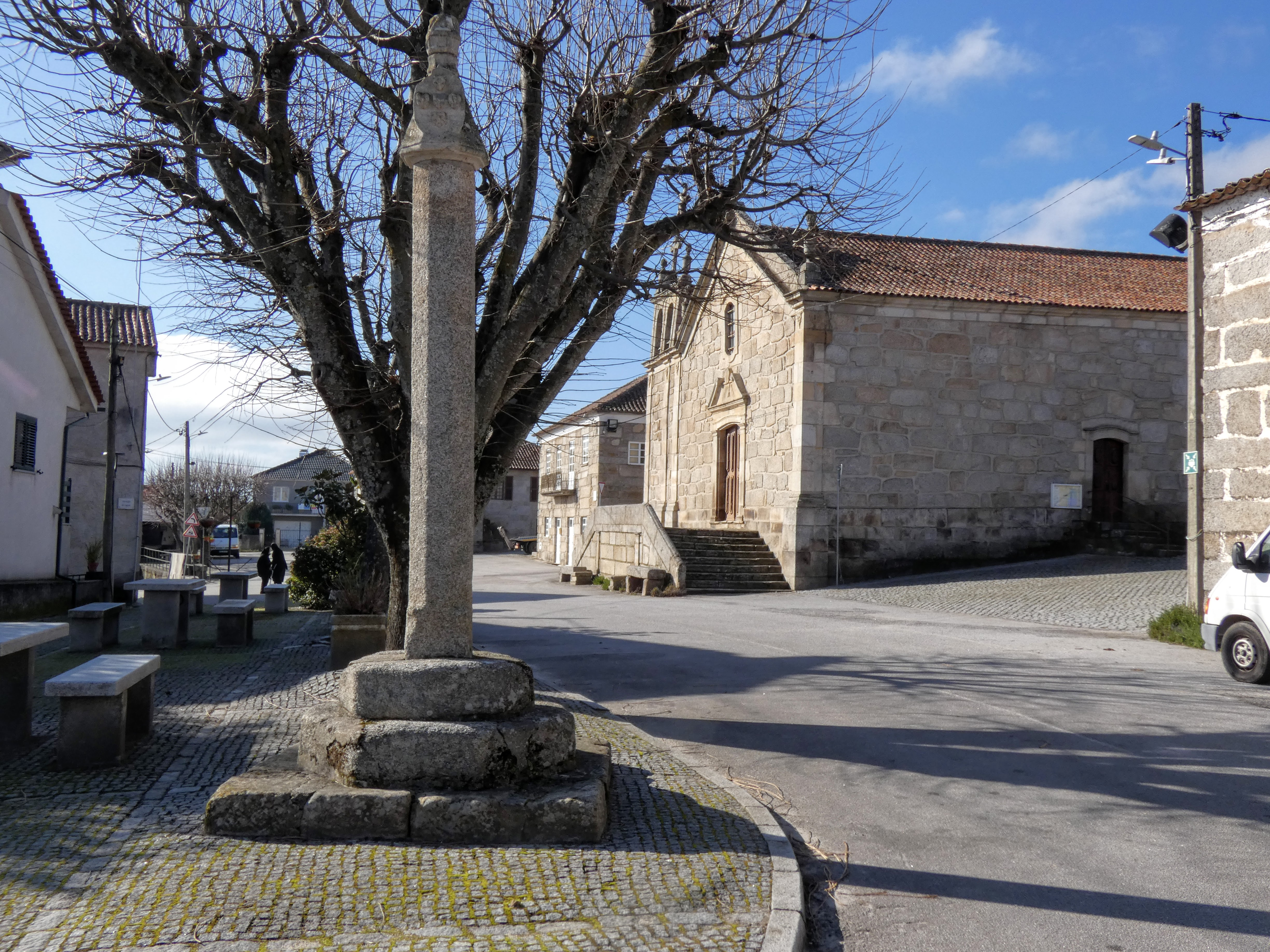
Pelourinho de Forno Telheiro

O Pelourinho de Fornotelheiro, ou Pelourinho de Forno Telheiro, situa-se na freguesia de Forno Telheiro, município de Celorico da Beira, distrito da Guarda, em Portugal.
Construído de pedra, é formado por degraus circulares ou quadrangulares, encimado por uma coluna octagonal ou quandrangular, que na maior parte das vezes apresenta um capitel.
Encontra-se classificado como Imóvel de Interesse Público desde 1933.

## Significado de um pelourinho
É um símbolo jurídico e administrativo que, levantado na praça principal da vila, testemunhava direitos senhoriais.[carece de fontes?]
Símbolo de autonomia, o pelourinho recorda, na maioria das vezes, a existência de outros elementos jurisdicionais (cadeia, forca). Apresenta grandes variedades de estilos e formas, sendo classificados como pelourinho de gaiola, roca, tabuleiro, piramidal, picota, bola e extravagantes.